# Szustiwci
Szustiwci (ukr. Шустівці) – wieś na Ukrainie, w obwodzie chmielnickim, w rejonie kamienieckim, nad Zbruczem.
W czasach Rzeczypospolitej wieś leżała w województwie podolskim. Odpadła od Polski w wyniku II rozbioru.